# برونزه‌ها
برونزه‌ها (فرانسوی: Les Bronzés‎) فیلمی فرانسوی در سبک کمدی و محصول سال ۱۹۷۸ میلادی است.